# Rob Fabrie
Pour les articles homonymes, voir DJ Rob et Headbanger.
Rob Fabrie, mieux connu sous le nom de The Headbanger (né le 9 novembre 1971), est un producteur et Disc jockey néerlandais de mainstream hardcore. Il débute en tant que DJ en 1985 et en tant que compositeur dans les années 1990 aux côtés de DJ Paul sous le groupe de Holy Noise, et devient l'un des fondateurs de la scène musicale gabber. Rob est également apparu dans de nombreuses soirées et événements à travers les Pays-Bas, la Belgique, la France, la Finlande, l'Allemagne, The Limelight à New York (aux États-Unis) et en Grèce.

## Biographie

### Années 1990
Rob Fabrie est initialement attiré par le style musical techno lorsqu'il commence à composer avec l'un de ses meilleurs amis, Richard van Naamen et commence sa carrière de DJ en 1985. Il commence officiellement sa carrière de producteur au début des années 1990 aux côtés de DJ Paul dans le groupe musical Holy Noise,. Holy Noise est, par la suite, rejoint par deux vocalistes que sont MC Alee et MC ruffian et de deux danseuses Erwin et Natasja. Le groupe connait un succès phénoménale avec des singles tels que Get Down Everybody, Forgive them Father et James Brown Is Still Alive qui atteignent les classements musicaux,. Le groupe compose de la musique trop « hard » pour Hithouse Records, et s'engage donc auprès du label Midtown Records, et c'est alors que le label Rotterdam Records est né. 
Fabrie décide ensuite de démarrer une carrière en solo et quitte alors le groupe. En 1993, Fabrie fait la rencontre de Lex van Coeverden, manager au label Dance International Records qui adorait les morceaux composés par Fabrie ; ce dernier utilise alors le nom de Waxweazle (Vinyl Crazy),. Au début de l'année 1994, Rob signe un contrat avec l'un des fondateurs du label ID&T, Duncan Stutterheim, et rencontre durant cette même période Peter Paul Pigmans et Ed Bout. Ensemble avec Peter Paul, ils forment le groupe 3 Steps Ahead, et composent les titres à succès Motherfuckers You're Gonna Die et This is the Thunderdome. Plus tard, ID&T propose à Rob de fonder son propre label. ID&T encourage sa carrière et lui donne l'occasion d'apparaitre dans des soirées et festivals tels que Thunderdome, Global Hardcore Nation, Earthquake entre autres. Dès 1997, il se crée un nom de scène différent pour son morceau musical, avec un tempo moins rapide, intitulé Sweet Dreams (You Bastard), celui de Headbanger. Avec ce nom de scène, Fabrie compose de nombreuses compilations et EP comme Are u Afraid of the Dark?, Pray 4 Daylight, Serious Damage, Apocalypse et R-Evolution. 

### Années 2000
En 2000, il utilise le nom de scène The Alienator et publie des EP, intitulés War of the Worldz et 7 Gods of Chaos. Tout comme le groupe Rotterdam Terror Corps et Paul Elstak, Fabrie continue à utiliser des kicks distordus. Depuis le début des années 2000, Rob Fabrie n'use plus que du nom de Headbanger. En 2004, il publie son double CD/DVD Serious Damage. Encore deuxans plus tard, en 2006, Headbanger publie un autre double CD/DVD intitulé Apocalypse, accueilli par une moyenne de 66 sur 100 par le site web Partyflock.

### Années 2010
The Headanger publie un nouvel EP intitulé Sweet Dreams 2017.

## Discographie

### Albums studio
- 2001 : Are You Afraid of the Dark (3xCD) (Megarave Records)
- 2003 : Pray 4 Daylight (2xCD) (Megarave Records)
- 2004 : Serious Damage (2xCD + DVD) (Megarave Records)
- 2006 : Apocalypse (2xCD, Album + DVD) (Megarave Records)
- 2008 : R-Evolution - Headbanger 10 Years Anniversary (2xCD, Album + DVD)

### EP
- 1993 : Swing 2 The Mutha E.P. (Strike Records)
- 1994 : Clubb Muzique feat. DJ Fabrie - House 2 Party (Strike Records)
- 1998 : The Headbanger EP (ID&T) (sous le nom The Headbanger)
- 1999 : Totally Frustrated (Rotterdam Records) (sous le nom The Headbanger)
- 1999 : The Third Torture (Rotterdam Records) (sous le nom The Headbanger)
- 2000 : Going Out to All the DJ's (Blue Records)
- 2000 : Enter The 4th Dimension (Rotterdam Records) (sous le nom The Headbanger)
- 2000 : Bangin' Your Fist (Megarave Records) (avec Rotterdam Terror Corps)
- 2001 : Are U Afraid of the Dark (Megarave Records)
- 2001 : Your Mother Sucks Cocks in Hell (avec Paul Elstak) (Offensive Records)
- 2001 : This Is War (sous les noms Alienator et Headbanger, avec MC Alee et MC Ruffian) (Megarave Records)
- 2001 : Psycho Game (Megarave Records)  (avec Rotterdam Terror Corps)
- 2001 : Make Some Noise
- 2001 : Hard-House Vol.2 (Contraseña Records)
- 2002 : Violator (Megarave Records) (sous le nom The Headbanger)
- 2002 : Make Some Noise / Monkey (sous le nom The Headbanger)
- 2002 : Chaos on the Dancefloor (Megarave Records)  (avec Rotterdam Terror Corps) (sous le nom The Headbanger)
- 2003 : I am Darkness (avec Paul Elstak) (sous le nom The Headbanger)
- 2003 : At Large (Megarave Records) (sous le nom The Headbanger)
- 2003 : The Exterminators  (Megarave Records) (et DJ Delirium) (sous le nom The Headbanger)
- 2004 : Round 2 (Megarave Records) (et DJ Delirium) (sous le nom The Headbanger)
- 2004 : A Taste of Fear (avec Paul Elstak) (Offensive Records) (sous le nom The Headbanger)
- 2004 : The Remixes (Megarave Records) (sous le nom The Headbanger)
- 2004 : Head 2 Head Project (Megarave Records) (sous le nom The Headbanger)
- 2004 : Head 2 Head Vol. 2 (Megarave Records) (sous le nom The Headbanger)
- 2006 : Apocalypse  (Megarave Records) (sous le nom The Headbanger)
- 2006 : Evil Never Dies! (Megarave Records) (sous le nom The Headbanger)
- 2007 : Baddest Motherfucker (Megarave Records) (sous le nom The Headbanger)
- 2007 : Wicked Style (avec Omar Santana) (H2OH Recordings) (sous le nom The Headbanger)
- 2007 : The Remixes Volume 2 (sous les noms The Headbanger et The Alienator)
- 2008 : The Remixes Vol. 4 (Megarave Records) (sous le nom The Headbanger)
- 2008 : The Remixes Vol. 5 (sous le nom The Headbanger)
- 2008 : I'm In Your Head / No Law (The 2008 Remixes) (Rotterdam Records) (sous le nom The Headbanger)
- 2008 : Headbangers Theme (The 2008 Remixes) (Rotterdam Records) (sous le nom The Headbanger)
- 2008 : Head to Head Vol. 3 (Megarave Records) (sous le nom The Headbanger)
- 2008 : The Remixes Vol. 3 (Megarave Records) (sous le nom The Headbanger)
- 2009 : The Remixes Volume 6
- 2011 : Dedicated to the Critics (avec Na-Goyah) (Coolman Records)
- 2017 : Sweet Dreams 2017